# Batman på film

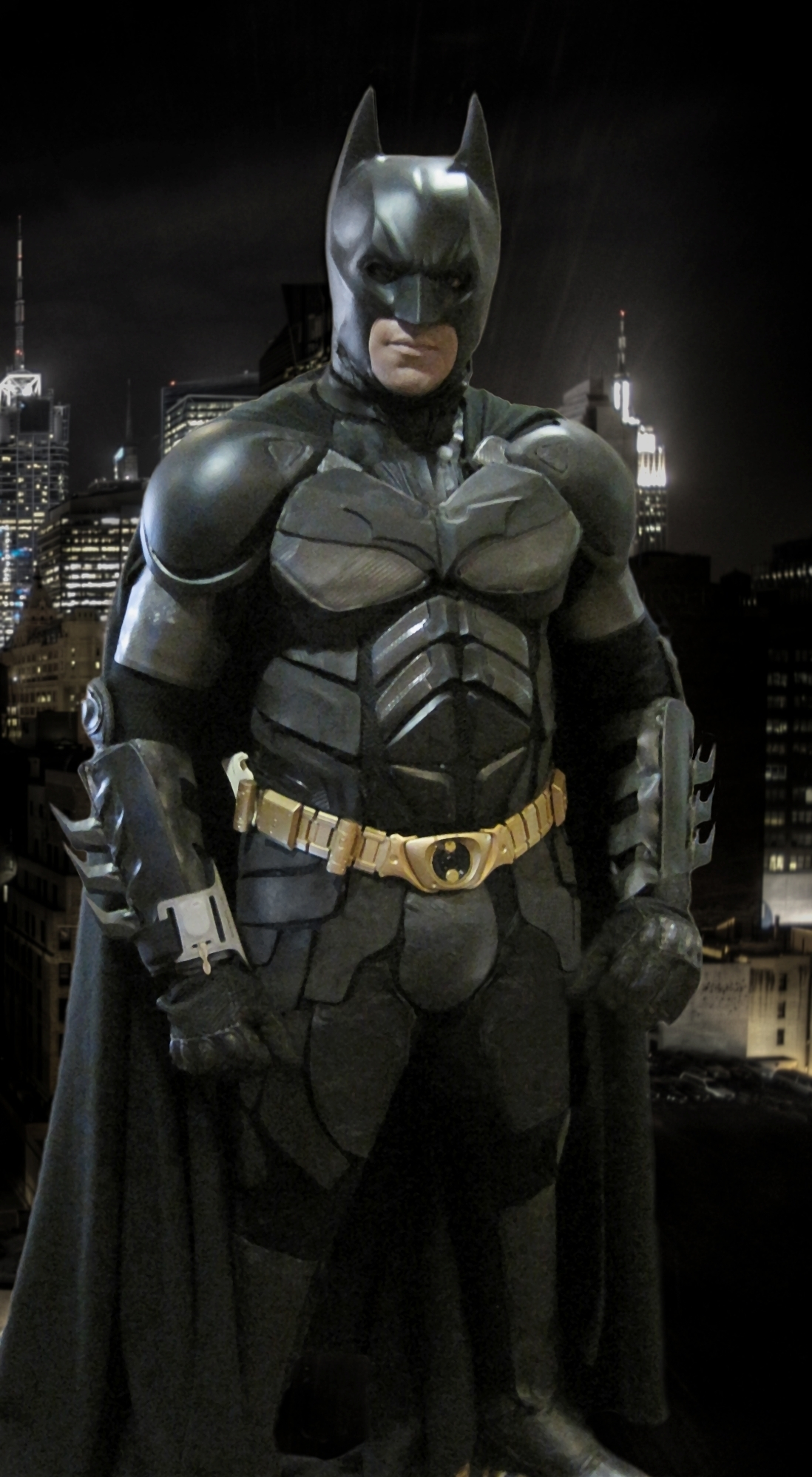
En man utklädd till Batman.

Batman har synts på film vid ett flertal tillfällen. DC Comics superhjälte, från början en seriefigur, har medverkat i olika filmer sedan sin start 1939. Rollfiguren medverkade först i två seriebaserade filmer på 1940-talet, Batman och Batman and Robin. Han syntes också i filmen Batman (1966), vilket var en spelfilm baserad på TV-serien Batman med Adam West och Burt Ward i huvudrollerna, som även medverkade i filmen.
Mot slutet av 1980-talet började Warner Bros. att producera en serie spelfilmer baserad på Batman. Serien inleddes med 1989 års film Batman, som regisserades av Tim Burton och hade Michael Keaton i titelrollen. Burton och Keaton återvände för 1992 års uppföljare Batman Returns. År 1995 regisserade Joel Schumacher nästa film Batman Forever med Val Kilmer som Batman. Schumacher regisserade även 1997 års uppföljare Batman & Robin, där George Clooney spelade huvudrollen. Batman & Robin blev dåligt mottagen av både kritiker och fans, och efter en lång paus där flera möjliga Batman-manus hade skrivits, valde Warner Bros. att reboota filmfranchisen år 2005 med Batman Begins, i regi av Christopher Nolan och med Christian Bale i huvudrollen. Nolan återvände för att regissera ytterligare två filmer i franchisen The Dark Knight (2008) och The Dark Knight Rises (2012) med Bale som repriserade sin roll i båda filmerna. De två uppföljarna drog båda in över $1 miljarder globalt, och det gör Batman-serien till den andra (och en av endast två, den andra är Pirates of the Caribbean-serien) att ha två av sina filmer som tjänat mer än $1 miljarder globalt.
Batman har även medverkat i flera animerade filmer, både som en huvudrollsinnehavare och som en del av en ensemble av andra superhjältar. Medan de flesta animerade filmer släpptes direkt till video, släpptes den animerade filmen från 1993 Batman möter mörkrets härskare (baserad på TV-serien Batman: The Animated Series) på bio.
Efter att ha tjänat totalt US $1 900 844 295 är Batman-serien den femte mest inkomstbringande filmserie i Nordamerika.

## 1940-talets filmserier

### Batman(1943)
Batman var en filmserie i femton delar som släpptes år 1943 av Columbia Pictures. I serien medverkade Lewis Wilson som Batman och Douglas Croft som Robin. J. Carrol Naish spelade skurken, en originell rollfigur vid namn Dr. Daka. Övriga roller spelades av Shirley Patterson som Linda Page (Bruce Waynes kärleksintresse), och William Austin som Alfred. Handlingen är baserad på Batman, en av den amerikanska regeringens agenter, som försöker att besegra den japanska agenten Dr. Daka, på höjden av andra världskriget.
Filmen är känd för att vara det första filmade framträdandet för Batman samt för att ge två av de centrala delarna av Batmans mythos. Filmen introducerar "The Bat's Cave" och ingången genom golvuret. Namnet ändrades till Batcave för serietidningen. William Austin, som spelade Alfred, hade en slank kroppsbyggnad och en tunn mustasch, medan den samtida serietidningsversionen av Alfred var överviktig och renrakad innan den seriens premiär. Serieversionen av Alfred ändrades så att han matchade Austins utseende, och har sett ut på detta sätt sedan dess.

### Batman and Robin(1949)
Batman and Robin var en annan 15-delad filmserie som släpptes år 1949 av Columbia Pictures. Robert Lowery spelade Batman, medan Johnny Duncan spelade Robin. Bland de övriga rollerna återfanns Jane Adams som Vicki Vale och karaktärsskådespelaren Lyle Talbot som kommissarie Gordon. Handlingen kretsar kring Batman och Robins kamp mot Wizard, en skurk iklädd en huva vars identitet förblir ett mysterium genom hela serien fram till slutet.

## Batman(1966)
Batman är en filmadaptering från 1966 av den populära TV-serien Läderlappen, och var den första långfilmen baserad på seriefiguren från DC Comics. Producerad av 20th Century Fox och rollerna spelades av Adam West som Batman och Burt Ward som Robin, samt Cesar Romero som Jokern, Burgess Meredith som Pingvinen, Lee Meriwether som Catwoman och Frank Gorshin som Gåtan.
Filmen regisserades av Leslie H. Martinson, som även hade regisserat ett par avsnitt av Läderlappen: "The Penguin Goes Straight" och "Not Yet, He Ain't," båda från den första säsongen.

## Tim Burton / Joel Schumacher–serien

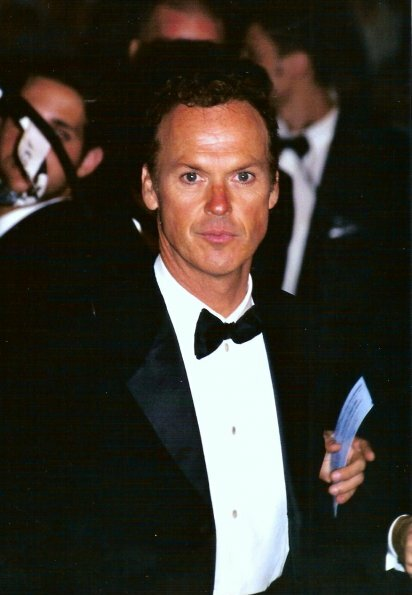
I Tim Burtons filmer spelas Batman av Michael Keaton.

### Batman(1989)
Tim Burton tog över registolen för den första filmen år 1986. Steve Englehart och Julie Hickson skrev ukast till filmen innan Sam Hamm skrev det första manuset. Flera A-listade skådespelare fanns på listan för rollen som Batman innan den gick till Michael Keaton. Detta orsakade en kontrovers eftersom han, sen år 1988, hade blivit typecastad som en komisk skådespelare och flera bedömare tvivlade på att han kunde göra en seriös roll. Jack Nicholson accepterade rollen som Jokern under stränga villkor som dikterade en hög lön, en del av vinsten från biljettintäkterna och hans inspelningsschema. Nicholsons slutlön har rapporterats vara så hög som $50 miljoner. Filminspelningen ägde rum vid Pinewood Studios från oktober 1988 till januari 1989. Budgeten eskalerade från $30 miljoner till $48 miljoner, medan 1988 års manusförfattarstrejk tvingade Hamm att hoppa av filmen. Omskrivningar utfördes av Warren Skaaren, Charles McKeown och Jonathan Gems. Batman fick positiva recensioner, bröt flera publikrekord och vann Oscarn för bästa scenografi. Filmen drog in över $400 miljoner, och lämnade ett arv över den moderna uppfattningen om superhjälte-genren.

### Batman - Återkomsten(1992)
Burton ville inte från början regissera uppföljaren på grund av hans blandade känslor över den förra filmen. Sam Hamms första manus hade en handling om Pingvinen och Catwoman som söker efter dolda skatter. Daniel Waters levererade ett manus som gjorde Burton nöjd, vilket fick honom att regissera filmen. Wesley Strick gjorde okrediterad omskrivning, där han tog bort Harvey Dent och Robin från rollistan och skrev om filmens klimax.  Flera A-listade skådespelerskor lobbade hårt för rollen som Catwoman innan den gick till Michelle Pfeiffer, medan Danny DeVito skrev på för rollen som Pingvinen. Filminspelningen inleddes vid Warner Bros. i Burbank, Kalifornien i juni 1991. Batman - Återkomsten släpptes och blev ekonomiskt framgångsrik, men på Warner Bros. var man ändå besvikna över filmens resultat eftersom den tjänade in mindre än sin föregångare. Filmen fick dock generellt positiva recensioner, även om en "motreaktion från föräldrar" kritiserat filmen för att innehålla våld och sexuella anspelningar som ansågs vara olämpliga för barn. McDonald's avbröt sin Happy Meal filmlicens för Batman - Återkomsten.

### Batman Forever(1995)
Även om Batman - Återkomsten var en ekonomisk framgång, kände Warner Bros. att filmen borde ha dragit in mer pengar. Studion beslöt sig för att ändra riktning för Batman-filmserien till bli mera mainstream. Joel Schumacher ersatte Tim Burton som regissör, medan Burton valde att stanna kvar som producent. Michael Keaton gillade emellertid inte den nya riktningen som filmserien gick mot, och ersattes därmed av Val Kilmer som Batman. Chris O'Donnell introducerades som Robin, Jim Carrey som Gåtan, medan Tommy Lee Jones spelade Two-Face. Filminspelningen startade i september 1994, och Schumacher stötte på problem i att kommunicera med Kilmer och Jones. Batman Forever hade premiär den 16 juni 1995 med ekonomisk framgång, tjänade över $350 miljoner globalt och fick tre Oscarnomineringar, men filmen möttes med blandade recensioner från kritiker.

### Batman & Robin(1997)
Efter premiären av Batman Forever, startade Warner Bros. produktionen av Batman & Robin, påskyndade den för en orubblig premiär i juni 1997. Val Kilmer kom inte tillbaka på grund av schemaläggningskonflikter med Helgonet, och ersattes av George Clooney. Arnold Schwarzenegger spelade Mr. Freeze, medan Uma Thurman spelade Poison Ivy och Alicia Silverstone som Batgirl. Chris O'Donnell återkom till rollen som Robin. Filminspelningen påbörjades i september 1996 och slutfördes i januari 1997, två veckor före inspelningschemat. Batman & Robin hade premiär den 20  juni 1997 och fick främst negativa recensioner. Observatörer kritiserade filmen för dess toyetic och campy tillvägagångssätt och för homosexuella insinuationer tillagda av Schumacher. Ändå var filmen en ekonomisk framgång, men är fortfarande den minst kommersiellt framgångsrika spelfilmen baserad på Batman någonsin. Batman & Robin fått många nomineringar vid Razzie Awards och rankas bland de sämst rankade superhjältefilmerna genom tiderna.

## Christopher Nolans serie

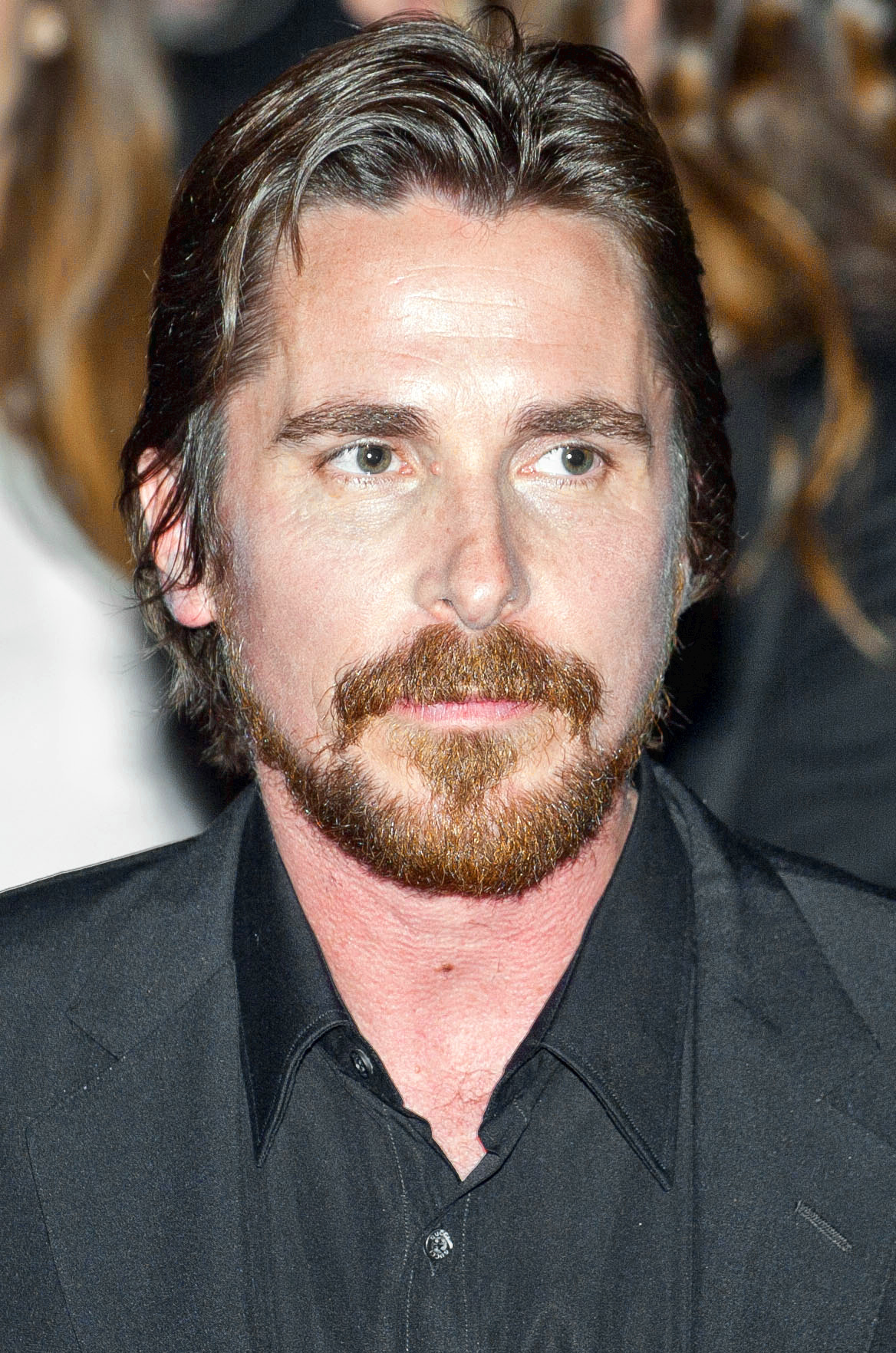
I Christopher Nolans filmtrilogi spelas Batman av Christian Bale.

### Batman Begins(2005)
Regissören och manusförfattaren Christopher Nolan, samt medförfattaren David S. Goyer började arbetet med Batman Begins i början av år 2003 och riktade in sig på en mörkare och mer realistisk ton, med mänsklighet och realism är grunden för filmen. Filmen, som främst spelades in i Storbritannien och Chicago, förlitade sig på traditionella stunts och skalmodeller. Datorgenererade effekter användes minimalt av. Christian Bale spelade Batman, Liam Neeson som Ra's al Ghul (om än förklädd till Henri Ducard) och Cillian Murphy som The Scarecrow. Katie Holmes även huvudrollen i filmen som Bruces kärleksintresse, Rachel Dawes. En ny Batmobile (vid namn the Tumbler) och en mer mobil Batsuit var båda skapades särskilt för filmen.
Batman Begins var både kritiskt och kommersiellt framgångsrik. Filmen hade premiär den 15 juni 2005, i USA och Kanada i totalt 3,858 biografer. Den spelade in $48 miljoner vid dess premiärhelg, och gick småningom över $372 miljoner globalt. Filmen fick en 85% övergripande och godkännande betyg från Rotten Tomatoes. Kritiker noterade att rädsla var ett vanligt motiv i hela filmen, och påpekade att den hade en mörkare ton jämfört med tidigare Batman-filmerna. Filmen nominerades till en Oscar för bästa foto och till tre BAFTA priser. Den var också listad på plats nummer 81 på Empire's lista "500 Greatest Movies of All Time" och har bibehållit en plats på IMDbs "Top 250".

### The Dark Knight(2008)
Christopher Nolan återkom som regissör till uppföljaren, där han tog med sig sin bror Jonathan för att tjänstgöra som medförfattare till filmens manus. I The Dark Knight medverkar Christian Bale återigen i rollen som Batman/Bruce Wayne, Heath Ledger som Jokern och Aaron Eckhart som Harvey Dent / Two-Face. Filminspelningen började i april 2007 i Chicago och avslutades i november samma år. Övriga inspelningsplatser var bland annat Pinewood Studios, Ministry of Sound i London och Hong Kong. Den 22 januari 2008, efter att han hade avslutat filma The Dark Knight, avled Ledger till följd av en dålig kombination av receptbelagda läkemedel. Warner Bros. hade skapat en viral marknadsföringskampanj för The Dark Knight, skapat PR-webbplatser och trailers med klipp på Ledger som Jokern, men efter Ledgers död, fokuserade studion om sin reklamkampanj.
Filmen fick mycket positiva omdömen, och satte många rekord under sin visningsperiod. Med över $1 miljarder i intäkter världen över är filmen på plats sexton av de mest inkomstbringande filmen genom tiderna (ojusterad för inflationen). Filmen fick åtta Oscarsnomineringar, där den vann priset för bästa ljudredigering och Ledger tilldelades priset för bästa manliga biroll postumt.

### The Dark Knight Rises(2012)
Nolan ställde sig själv frågan inför skapandet av den tredje och sista filmen, "finns det en story som är så bra så att jag kan satsa tid, energi och känslor de åren det tar att göra filmen?". "På en mer ytlig nivå, måste jag ställa frågan," resonerade han, "hur många bra tredje-filmer i en franchise kan folk namnge?" Han återvände ut på att hitta ett nödvändigt medel för att fortsätta berättelsen, men fruktade halvvägs filmar han skulle hitta en uppföljare överflödig. The Dark Knight Rises är avsedd att slutföra Nolans Batman-trilogi. I december 2008 slutförde Nolan en grov berättelsekontur, innan han tog sig an Inception. I februari 2010 var David S. Goyer och Jonathan Nolans arbete med manuset i inledningsfasen. När Goyer lämnade filmen för att arbeta på Superman-rebooten, skrev Jonathan manuset baserad på historien som tagits fram av sin bror och Goyer. Tom Hardy fick rollen som Bane och Anne Hathaway som Selina Kyle. Joseph Gordon-Levitt fick rollen som John Blake, och Marion Cotillard fick rollen som Miranda Tate. Filminspelningen började i maj 2011 och avslutades i november samma år. Nolan valde inte att filma filmen i 3D, men genom att fokusera på att förbättra bildkvaliteten och skala med formatet IMAX, hoppades han driva de tekniska gränserna samtidigt som de gör att stilen på filmen överensstämmer med de två föregående. Nolan hade flera möten med IMAX VD David Keighley att arbeta på logistiken för att kunna visa filmer i digitala IMAX-biografer. The Dark Knight Rises hade flera scener filmade i IMAX än The Dark Knight. Filmfotografen Wally Pfister uttryckte sitt intresse för att spela in filmen helt i IMAX.
Vid premiären fick The Dark Knight Rises positiva recensioner och blev framgångsrik i biljettkassan, pågår till outgross sin föregångare och bli den nionde mest inkomstbringande filmen genom tiderna efter att ha dragit in över $1,08 miljarder. Men till skillnad från sina föregångare blev filmen inte nominerad till någon Oscar.

## DC Extended Universe

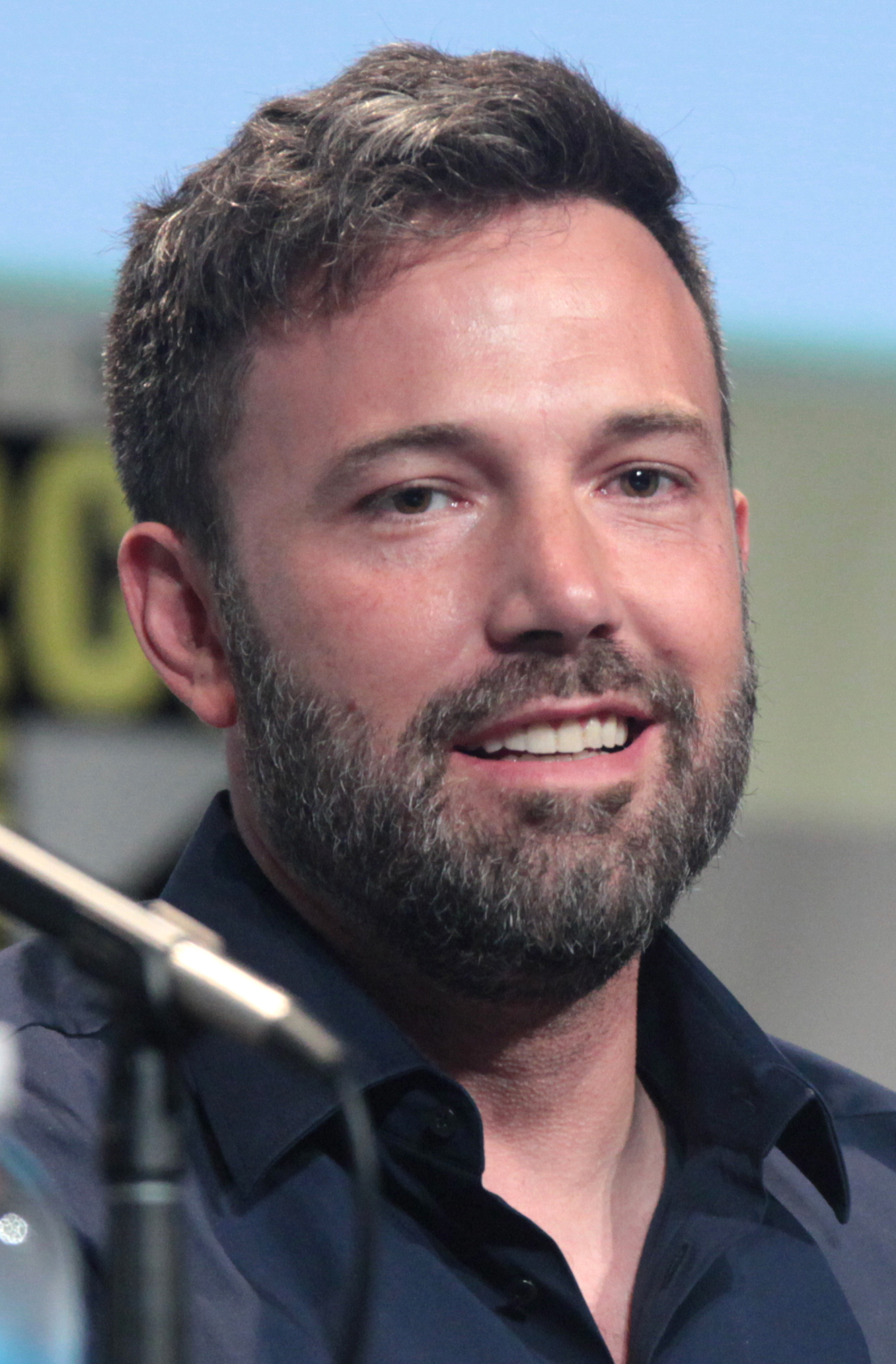
I filmuniversumet DC Extended Universe spelas Batman av Ben Affleck.

### Batman v Superman: Dawn of Justice(2016)
Den 13 juni 2013 berättade en källa från Warner Bros. för The Wrap att de diskuterar möjligheterna med omnämnande av fler Man of Steel-filmer samt en Superman/Batman-film, Wonder Woman och Aquaman. Goyer avslöjade det att kommer att bli en ny Batman för Justice League-filmen.  Warner Bros. meddelade att Superman och Batman kommer att förenas i en ny film som kommer att vara en uppföljning till Man of Steel och kommer att släppas under 2015.
Den 22 augusti 2013 avslöjade The Hollywood Reporter att Ben Affleck fått rollen som Batman.

### Suicide Squad(2016)
I februari 2009 utvecklade Warner Bros. en film baserad på Suicide Squad, med Dan Lin som producent och Justin Marks som manusförfattare. I september 2014 gick David Ayer med på att regissera och skriva manuset till filmen. Charles Roven gick också med på att producera filmen. I november 2014 och mars 2015 meddelades det att Deadshot, Harley Quinn, Killer Croc och Joker kommer att visas i filmen och som skildras av Will Smith, Margot Robbie, Adewale Akinnuoye-Agbaje respektive Jared Leto. I maj 2015 sågs Affleck till på inspelningsplatsen iförd Batmankostym.

### Justice League(2017)
Strax efter inspelningen av Man of Steel tog slut anlitade Warner Bros Will Beall till att skriva ett manus till en ny Justice League-film i juni 2012. Med lanseringen av Man of Steel i juni 2013 anlitades Goyer till att skriva ett nytt manus till Justice League, och Bealls förslag skrotades. I april 2014 meddelades att Zack Snyder också skulle regissera Goyers manus. Warner Bros. enligt uppgift uppvaktade Chris Terrio till att skriva Justice League följande juli, efter ha varit imponerad med hans omskrivning av Batman vs. Superman.

## Animerade filmer

### DC animated universe
- 1993: Batman möter mörkrets härskare, en biofilm baserad på Batman: The Animated Series.
- 1998: Batman & Mr. Freeze i minusgrader, en direkt till video film baserad på Batman: The Animated Series.
- 2000: Batman Beyond: Return of the Joker, en direkt till video film baserad på Batman Beyond.
- 2003: Batman: Mystery of the Batwoman, en direkt till video film baserad på The New Batman Adventures.

DVD-filmen med det tredelade TV-avsnittet "Starcrossed" från den animerade serien Justice League fick titeln Starcrossed: The Movie. Ett liknande fall tillämpades med den tredelade avsnittet "World's Finest" från Superman: The Animated Series, som släpptes på DVD som The Batman/Superman Movie.

### The Batman
- 2005: The Batman vs. Dracula, a direkt till video film.

### DC Universe Animated Original Movies
- 2008: Justice League: The New Frontier, baserad på serietidningen
- 2008: Batman: Gotham Knight, en samling av sex kortfilmer baserad på Batman Begins och The Dark Knight
- 2009: Superman/Batman: Public Enemies, baserad på serietidningen
- 2010: Justice League: Crisis on Two Earths, inspirerad av JLA: Earth 2[83]
- 2010: Batman: Under the Red Hood, baserad på Batman: Under the Hood
- 2010: Superman/Batman: Apocalypse, baserad på serietidningen
- 2011: Batman: Year One, baserad på den grafiska novellen
- 2012: Justice League: Doom, baserad på JLA: Tower of Babel
- 2012–2013: Batman: The Dark Knight Returns, filmatisering i två delar baserad på den grafiska novellen

Notera att DC Universe Animated Original Movies utspelar sig i själva verket i separata fiktiva universum, med undantag för Superman/Batman-filmerna.

### Övriga
- 2014: Batman medverkar som en sekundär rollfigur i The Lego Movie, vars röst spelas av Will Arnett.[84]
- 2017: The Lego Batman Movie, en spinoff av The Lego Movie med Batman som huvud-karaktär.

## Mottagande

### Box office prestation
| Film                           | Premiärdatum     | Intäkter ($)  | Intäkter ($)  | Intäkter ($)  | Ranking      | Ranking     | Budget ($)  | Referens |
| Film                           | Premiärdatum     | Inrikes       | Utrikes       | Globalt       | All inrikes  | All globalt | Budget ($)  | Referens |
| ------------------------------ | ---------------- | ------------- | ------------- | ------------- | ------------ | ----------- | ----------- | -------- |
| Batman (1989)                  | 23 juni 1989     | 251 188 924   | 160 160 000   | 411 348 924   | #71 #50(A)   | #156        | 35 000 000  | [ 85 ]   |
| Batman - Återkomsten           | 19 juni 1992     | 162 831 698   | 103 990 656   | 266 822 354   | #206 #167(A) | #338        | 80 000 000  | [ 86 ]   |
| Batman möter mörkrets härskare | 25 december 1993 | 5 617 391     | i.u.          | 5 617 391     | #4 653       | i.u.        | i.u.        | [ 87 ]   |
| Batman Forever                 | 16 juni 1995     | 184 031 112   | 152 498 032   | 336 529 144   | #148 #140(A) | #231        | 100 000 000 | [ 24 ]   |
| Batman & Robin                 | 20 juni 1997     | 107 325 195   | 130 881 927   | 238 207 122   | #460         | #394        | 125 000 000 | [ 88 ]   |
| Batman Begins                  | 15 juni 2005     | 206 852 432   | 167 366 241   | 374 218 673   | #120         | #182        | 150 000 000 | [ 89 ]   |
| The Dark Knight                | 18 juli 2008     | 534 858 444   | 469 700 000   | 1 004 558 444 | #4 #29(A)    | #14         | 185 000 000 | [ 90 ]   |
| The Dark Knight Rises          | 20 juli 2012     | 448 139 099   | 636 300 000   | 1 084 439 099 | #7 #63(A)    | #8          | 250 000 000 | [ 91 ]   |
| Totalt                         | Totalt           | 1 900 844 295 | 1 820 896 856 | 3 721 741 151 |              |             | 925 000 000 | [ 92 ]   |

- En ljusgrå cell indikerar information inte är tillgänglig.
- (A) Visar de justerade summorna baserade på aktuella biljettpriser (beräknas genom Box Office Mojo).
- Batman Begins och The Dark Knight brutto innefattar 2012 års återutgivningar.

### Oscars
| Kategori              | Burton/Schumacher-serien | Burton/Schumacher-serien | Burton/Schumacher-serien | Burton/Schumacher-serien | Nolan-serien  | Nolan-serien        | Nolan-serien          |
| Kategori              | Batman                   | Batman - Återkomsten     | Batman Forever           | Batman & Robin           | Batman Begins | The Dark Knight     | The Dark Knight Rises |
| --------------------- | ------------------------ | ------------------------ | ------------------------ | ------------------------ | ------------- | ------------------- | --------------------- |
| Bästa manliga biroll  |                          |                          |                          |                          |               | Vann (Heath Ledger) |                       |
| Bästa scenografi      | Vann                     |                          |                          |                          |               | Nominerad           |                       |
| Bästa foto            |                          |                          | Nominerad                |                          | Nominerad     | Nominerad           |                       |
| Bästa smink           |                          | Nominerad                |                          |                          |               | Nominerad           |                       |
| Bästa klippning       |                          |                          |                          |                          |               | Nominerad           |                       |
| Bästa ljudredigering  |                          |                          | Nominerad                |                          |               | Vann                |                       |
| Bästa ljud            |                          |                          | Nominerad                |                          |               | Nominerad           |                       |
| Bästa specialeffekter |                          | Nominerad                |                          |                          |               | Nominerad           |                       |

### Kritisk reaktion
| Film                           | Rotten Tomatoes       | Metacritic          |
| ------------------------------ | --------------------- | ------------------- |
| Batman (1966)                  | 79% (30 recensioner)  | i.u.                |
| Batman (1989)                  | 72% (68 recensioner)  | 66 (17 recensioner) |
| Batman - Återkomsten           | 80% (70 recensioner)  | i.u.                |
| Batman möter mörkrets härskare | 81% (26 recensioner)  | i.u.                |
| Batman Forever                 | 41% (59 recensioner)  | 51 (23 recensioner) |
| Batman & Robin                 | 11% (85 recensioner)  | 28 (21 recensioner) |
| Batman Begins                  | 85% (266 recensioner) | 70 (41 recensioner) |
| The Dark Knight                | 94% (315 recensioner) | 82 (39 recensioner) |
| The Dark Knight Rises          | 87% (310 recensioner) | 78 (45 recensioner) |

## Övergivna projekt

### The Batman
I slutet av 1970 var Batmans popularitet under avtagande. CBS var intresserat av att producera en film baserad på Batman in Outer Space. Producenterna Michael Uslan och Benjamin Melniker köpte filmrättigheterna till Batman från DC Comics i april 1979. Det var Uslans önskan "att göra den slutgiltiga, mörka, allvarliga version av Batman, som Bob Kane och Bill Finger hade föreställt sig honom år 1939. En varelse av natten, som förföljer brottslingar i skuggorna." Richard Maibaum blev tillfrågad att skriva manuset medan Guy Hamilton erbjöds att regissera filmen, men båda tackade nej. Uslan misslyckades med att pitcha Batman till olika filmstudior, eftersom de ville att filmen skulle likna den campiga TV-serien från 60-talet. Columbia Pictures och United Artists var bland dem att tacka nej till filmen.
En besviken Uslan skrev sedan ett manus betitlat Return of the Batman i syfte att ge filmindustrin en bättre uppfattning om sin vision för filmen. Uslan jämförde senare sin mörka ton med den i The Dark Knight Returns, som hans manus föregick med sex år. I november 1979, gick producenterna Jon Peters och Peter Guber med i projektet. De fyra producenterna ansåg att det var bäst att basera filmens utveckling efter filmen Superman - The Movie (1978). Uslan, Melniker och Guber pitchade Batman till Universal Pictures, men studion tackade nej. Även om inget filmbolagen ännu var inblandad, offentliggjordes det i slutet av 1981 att projektet fick en budget på $15 miljoner. Warner Bros. beslutat att acceptera Batman.
Tom Mankiewicz avslutade ett manus betitlat The Batman i juni 1983, som fokuserade på Batman och Dick Graysons ursprung, med Jokern och Rupert Thorne som skurkar, samt Silver St. Cloud som det romantiska intresset. Mankiewicz tog inspiration från den begränsade serien Batman: Strange Apparitions (ISBN 1-56389-500-5), skriven av Steve Englehart. Serietecknaren Marshall Rogers, som jobbade med Englehart på Strange Apparitions, anlitades för att göra filmens concept art. Premiären av The Batman tillkännagavs i slutet av 1983 till mitten av 1985 på en budget av $20 miljoner. Ursprungligen hade Uslan velat ha en okänd skådespelare för rollen som Batman, William Holden för James Gordon och David Niven som Alfred Pennyworth. Holden dog år 1981 och Niven 1983, så detta aldrig skulle komma att passera. Ett antal filmskapare fästes till Mankiewicz manus, däribland Ivan Reitman och Joe Dante. Nio omskrivningar utfördes av nio separata författare. De flesta av dem var baserade på Strange Apparitions. Det var emellertid Mankiewicz's manus som även används för att styra projektet.

### Batman Triumphant
Under inspelningen av Batman & Robin blev Warner Bros. imponerad av Schumachers provfilmning. Detta fick dem att omedelbart återanställa Joel Schumacher som regissör för en uppföljare, men manusförfattaren Akiva Goldsman, som jobbade på Batman Forever och Batman & Robin med Schumacher, tackade nej till att skriva filmens manus. Under senare delen av år 1996 anlitade Warner Bros. och Schumacher Mark Protosevich för att skriva manuset till en femte Batman-film. Premiären planerades till mitten av år 1999. Under titeln Batman Triumphant, hade Protosevichs manus Scarecrow som filmens huvudskurk och han var tänkt att spelas av radioprogramledaren Howard Stern. Jokern skulle återvända som en hallucination i Batman sinne orsakas av Scarecrows skräckgas. Harley Quinn framstod som en stödjande karaktär, skriven som Jokerns dotter och som försöker få hämnd på Batman för Jokerns död. Tillsammans med Quinn var Hattmakaren tänkt att dyka upp som en stödjande roll, skriven med en liknande historia som Edward Nygma i Batman Forever. George Clooney, Chris O'Donnell och Alicia Silverstone var tänkt att återkomma till sina roller som Batman, Robin och Batgirl. Men när Batman & Robin fått negativa recensioner och misslyckats med att utklassa någon av sina föregångare, var Warner Bros. osäker på deras planer för Batman Triumphant. Studion beslutade att det var bäst att överväga en spelfilm baserad på Batman Beyond och en adaptering av Frank Millers Batman: Year One. Warner Bros. skulle då ge grönt ljus beroende vilken idé som passar dem mest. Schumacher kände att han "owe[d] the Batman culture a real Batman movie. I would go back to the basics and make a dark portrayal of the Dark Knight." Han föreslog för Warner Bros. att göra Batman: Year One i mitten av år 1998.

### Batman: DarKnight
Trots Warner Bros. och Schumachers intressen i att filma Year One, pitchade Lee Shapiro, ett serietidningsfan, och Stephen Wise ett manus till studion med titeln Batman: DarKnight i mitten av år 1998. I DarKnight hade Bruce Wayne gett upp sin karriär i brottsbekämpning och Dick Grayson studerade vid Gotham University. Dr. Jonathan Crane använder sin position som professor i psykologi vid Gotham University och som huvud psykiater vid Arkham Asylum att utföra sina experiment i skräck (detta element skulle senare visas i Batman Begins). Under en hämndlysten konfrontation med en kollega, Dr. Kirk Langstrom, initierar Crane omedvetet Kirks förvandling till varelsen som kallas Man-Bat. Medborgare i Gotham tror Man-Bats nattliga aktiviteter att vara Batmans "blodtörstiga" återkomst. Bruce blir Batman "för att rentvå sitt namn," och lösa mysteriet med Man-Bat. Kirk kämpar med sin "man-mot-monstret" syndromet, som han längtar efter att båda återförenas med sin fru och hämnas på Crane, medan Crane utkräver hämnd på dem som är ansvariga för hans avskedande från både Arkham och universitetet samtidigt möter sanningar om hans förflutna. Warner Bros. beslutade att inte gå vidare med projektet, och passade vidare Batman: DarKnight till förmån för Year One och Batman Beyond.

#### Robinspinoff
Chris O'Donnell avslöjade för Access Hollywood att en spin-off baserad på Robin var under planering, men skrotades efter Batman & Robin.

### Batman: Year One&Batman Beyond
I januari 2000 tackade Scott Rosenberg nej till chansen att skriva manus till Batman: Year One. I mitten av år 2000 anlitades Paul Dini, Neal Stephenson och Boaz Yakin för att skriva ett manus till Batman Beyond, med Yakin som regissör. Filmen var baserad på den animerade serien från Warner Bros. med samma namn. Yakin skrev ett utkast av manuset tillsammans med författare men tappade snart intresset, och Warner Bros. övergav nästan omedelbart Batman Beyond i favör för Batman: Year One.
Vid samma tidpunkt anlitade Warner Bros. Darren Aronofsky för att skriva och regissera Year One, trots intresset från Joel Schumacher. Aronofsky, som samarbetade med Frank Miller på ett oproducerat manus för Ronin, tog in Miller som medförfattare Year One till honom. De avsåg att starta om Batmanfranchisen, "det är något baserad på serietidningen," sade Aronofsky. "Kasta ut allt du kan tänka dig om Batman! Allting! Vi börjar helt nytt." Den regelbunde samarbetspartnern till Aronofsky, Matthew Libatique, var tänkt som filmfotograf, och Aronofsky hade även suttit i samtal med Christian Bale för rollen som Batman. Som tillfällighet skulle Bale senare få rollen i filmen Batman Begins. Samtidigt gick Warner Bros framåt med en spin-off film baserad på Catwoman. Men i juni 2002 valde studion att gå fram med filmen Batman vs. Superman och överge Year One.

### Batman vs. Superman
Warner Bros. övergav J.J. Abrams manus för Superman: Flyby, som hade fått grönt ljus med Joseph McGinty Nichol som regissör. När Joseph McGinty Nichol senare hoppade av filmen till förmån för Charlies änglar - Utan hämningar, gick Warner Bros. till Wolfgang Petersen för att få honom att regissera Superman: Flyby.. Men i augusti 2001, pitchade Andrew Kevin Walker en idé till Warner Bros. med titeln Batman vs Superman, och knöt till sig Petersen som regissör för denna film. Som resultat blev Superman: Flyby lagd på hyllan, och Akiva Goldsman anlitades för att skriva om Walkers Batman vs. Superman.
Goldsmans utkast, daterad till 21 juni 2002, gick Bruce Wayne igenom ett nervöst sammanbrott efter hans femåriga pensionering från brottsbekämpningen. Dick Grayson, Alfred Pennyworth och kommissarie Gordon är döda, men Bruces deprimerade känslor löses med hjälp av fästmön Elizabeth Miller. Samtidigt kämpar Clark Kent på grund av en nyligen skilsmässa med Lois Lane. Clark och Bruce är nära vänner och Clark är Bruces best man. Efter att Jokern har dödat Elizabeth på smekmånaden, planerar Bruce sin hämnd, medan Clark försöker att hålla honom tillbaka. I gengäld, skyller Bruce Clark för hennes död, och två går mot varandra. Delar av manuset utspelade sig i Smallville, där Clark går i exil tillsammans med Lana Lang. Emellertid hålls Lex Luthor ansvarig för hela handlingen där Batman och Superman förstör varandra. De två bestämmer sig för att samarbeta och stoppa Luthor.
Christian Bale och Josh Hartnett hade tackat nej till rollerna som Batman och Superman. Bale, som också kontaktats för att spela Batman i den oproducerade Batman: Year One, slutligen skulle spela samma roll i Batman Begins. Filminspelningen skulle ha startat i början av år 2003, med planer för en fem till sex månaders inspelningsperiod. Premiärdatumet sattes till mitten av år 2004. Inom en månad efter att Warner Bros. gett Batman vs. Superman grönt ljus, lämnade Petersen filmen till förmån för Troja (2004). Warner Bros. beslutade senare att gå vidare med Superman: Flyby och en Batman-reboot istället. En fiktiv skylt för filmen kan ses i bakgrunden av Warner Bros. film I Am Legend (2007). Petersen och Bryan Singer är intresserade av att regissera projektet någon gång i framtiden, med Bale som Batman.